# 中条あやみ
中条 あやみ（なかじょう あやみ、1997年〈平成9年〉2月4日 - ）は、日本のファッションモデル、女優。
テンカラット所属。大阪府大阪市阿倍野区出身。

## 略歴
1997年、イギリス人の父と日本人の母との間に生まれる。幼少の頃は少しだけキッズモデルをやっていた。撮影後にチョコレートを買ってもらえるのが嬉しくて続けていたため、当時はモデル志望ではなく、中学までは普通の生活を送っていた。
14歳の時、家族でグアム旅行中、グアムの空港で現在の事務所にスカウトされ芸能界入り。
2011年、中学3年の時、女性ファッション雑誌『Seventeen』（集英社）の専属モデルオーディション「ミスセブンティーン」に応募。新川優愛、坂東希、橋爪愛と共にグランプリに選ばれる。
2012年、高校1年の時、『東京ガールズコレクション 2012 SPRING/SUMMER』にモデルとして初参加。同年、テレビドラマ『黒の女教師』（7月20日 - 9月21日、TBS系）の梅原優役で女優デビュー。
2014年9月26日公開の『劇場版 零 ゼロ』にて映画初主演を務める。
2015年5月1日、『Seventeen』2015年6月号にて初の単独表紙を務めた。また、若手女優の登竜門と呼ばれる「ポカリスエット」のCMに出演。高校は大阪の公立高校の芸能文化科へ進学し、舞台転換など裏方の勉強も経験していたが、卒業公演の前のタイミングで多忙となってしまい、留年を覚悟するほど悩んだ結果、東京の高校へと転校した。
2016年、フランス・パリで行われたシャネルの春夏オートクチュールでは日本人では史上最年少でフロントロウからコレクションを鑑賞。以降シャネルのアンバサダーを務めている。中条の地元でもある大阪を舞台とした映画『セトウツミ』でヒロインを務め、第71回（2016年）毎日映画コンクール スポニチグランプリ新人賞を受賞。10月には『アナザースカイ』（日本テレビ）の5代目女性MCに起用されるなど活躍の場を広げる。
2017年、『Seventeen』2017年6月号をもって、同誌専属モデルを卒業。『CanCam』（小学館）2017年11月号から同誌の専属モデルとなり、同時に加入第1号で単独表紙を務めた。同年、『覆面系ノイズ』に登場する覆面バンド「in NO hurry to shout;」のボーカル&ギターとして、劇中曲「Close to me」でソニー・ミュージックレコーズからメジャーデビュー。
2018年3月31日に開催された「第26回 東京ガールズコレクション 2018 SPRING / SUMMER」ではトップバッターを務め、翌2019年3月30日に開催された「第28回 東京ガールズコレクション 2019 SPRING / SUMMER」でも同じくトップバッターを務めた。
2019年4月スタートの『白衣の戦士!』で連続ドラマ初主演（水川あさみとのダブル主演）。
2020年2月29日、東京・代々木第一体育館で、『第30回 マイナビ 東京ガールズコレクション 2020 SPRING／SUMMER』が開幕し、ランウェイトップバッターを務めた。なお、新型コロナウイルス感染防止のため、初の無観客開催となった。同年10月スタートの 『閻魔堂沙羅の推理奇譚』で連続ドラマ初単独主演。
2023年5月1日、自身のInstagramにてAViC代表取締役社長を務める市原創吾との結婚を発表した。
2023年12月22日発売の2024年2月号をもって、『CanCam』の専属モデルを卒業したことを、自身のInstagramにて報告した。
2025年2月4日、初めてのフォトエッセイ 『明日へのことば』（幻冬舎）を発売。

## 人物・エピソード
父はヨークシャー州ハル出身。
二人姉妹の次女で12歳上の姉がいる。
「あやみ」はミドルネームであり、本名のファーストネームは父方の祖母と同じ「ポーリン」。そのため人からは「ポーリン」と呼ばれることが多く、そこから派生した「ポー」や「ポーちゃん」といったあだ名でも呼ばれている。
特技は、英会話、ピアノ、バイオリン。ピアノは祖母、バイオリンは父の影響で、子どもの頃から中学まで習っていた。中学時代はバドミントン部に所属しており、運動も得意である。父が空手の先生をやっていたため、小さい頃は空手も習っていた。
祖母の影響で読書好きで、神保町で古本屋めぐりをするのが趣味である。お薦めの本のうちの1冊が知り合いから贈られたという谷川俊太郎の詩集「バウムクーヘン」で、この中の「すききらい」という一編が気に入っている。〈きらいのなかに／すきがまざってることがある〉。
映画が好きで時間が許す限り、映画館や家で映画を観ている。ミニシアターや昔の名作を観に、名画座に一人で足を運ぶこともある。観る作品のジャンルも国も問わないが一番好きなのはファンタジー。もともと洋画を観ることが多かったが、女優を始めてからは演技の勉強がきっかけで邦画も観るようになった。『プレイス・ビヨンド・ザ・パインズ/宿命』を観てからライアン・ゴズリングのファンで出演作品はすべて観ている。
子どもの頃から銭湯に行くことが好きで、特にサウナ好き。地元大阪には行きつけの銭湯がある。
デビューして数年間はオーディションに落選してばかりで、16歳の時には芸能界をやめようと思っていたということだったが、「これがダメだったら大学行って、普通の仕事しよう」と考えた上で受けたオーディションで合格し、今に至っていると話していたことがある。
地元大阪の公立高校時代に、主役が決まり仕事との両立は容易ではなく、地元の高校には通えなくなり、東京の高校に転校することになったことをクラスメートに言いに行ったところ、全員が泣き出したという。
モデル仲間の藤井サチと三吉彩花とはSeventeen時代からの親友で、藤井サチとコンビを組む際は「さちぽー」、三吉彩花とコンビを組む際は「みよぽー」と称する。広瀬すずともSeventeen時代からの仲良しで「すずぽー」コンビとして知られる。同い年の女優、黒島結菜とは大親友で沖縄の実家に遊びに行く仲。
「人前で歌うのがイヤ」という理由でカラオケも苦手で、ダンスも同様に「これだけはやりたくない」と思っていたが、この年出演した映画『チア☆ダン〜女子高生がチアダンスで全米制覇しちゃったホントの話〜』と主演映画『覆面系ノイズ』（2017年）への出演で1年間の訓練を積んだことにより苦手意識を克服した。
映画『水上のフライト』の撮影時には、難易度の非常に高い競技用カヌーに乗って1日目からひっくり返らずに着水でき、たった1日でカヌーを操ることが出来るようになっている。芸能界でたった1日でこれだけカヌーを操ることができるようになったのは、武井壮と中条しかいないという。
自身がMCを務める「アナザースカイ」（2022年10月21日放送）の中で、ハイヒール・モモコへの弟子入り願望を明かしている。

## 出演

### テレビドラマ
- 黒の女教師（2012年7月20日 - 9月21日、TBS） - 梅原優 役[10]
- SUMMER NUDE（2013年7月8日 - 9月16日、フジテレビ） - 一瀬麻美 役[58]
- She（2015年4月18日 - 5月16日、フジテレビ） - 荻原あづさ 役[59]
- プレミアムドラマ「忌野清志郎 トランジスタ・ラジオ 」（2015年5月3日、NHK BSプレミアム） - 永嶋美智代（謎の美少女）役[60]
- ほんとにあった怖い話（フジテレビ）
  - 夏の特別編2015 「憑依の祠（ひょういのほこら）」（2015年8月29日） - 主演・飯田真美 役[61][62]
  - 20周年スペシャル「赤い執着」（2019年10月12日） - 主演・宮岡真衣 役
- ドラマスペシャル「ストレンジャー〜バケモノが事件を暴く〜」（2016年3月27日、テレビ朝日） - 真理亜 役[63]
- 世にも奇妙な物語 '17春の特別編「夢男」（2017年4月29日、フジテレビ） - 主演・ミドリ 役[64]
- 白衣の戦士!（2019年4月10日 - 6月19日、日本テレビ） - 主演・立花はるか 役（水川あさみとのダブル主演）[24]
- 悪魔の手毬唄〜金田一耕助、ふたたび〜（2019年12月21日、フジテレビ） - 大空ゆかり 役[65]
- 56年目の失恋（2020年7月11日、NHK BSプレミアム） - 主演・中川沙織 役[注 3][66][67][68]
- あのコの夢を見たんです。 （第1話 追いかけたいの！）（2020年10月3日、テレビ東京） -  ヒロイン・中条あやみ（本人）役
- 閻魔堂沙羅の推理奇譚（2020年10月31日 - 12月19日（全8回）、NHK総合）- 主演・閻魔沙羅 役[26]
- 君と世界が終わる日に（2021年1月17日 - 3月21日、日本テレビ） - 小笠原来美 役 [69]
  - 君と世界が終わる日に 特別編（2022年2月25日、日本テレビ）[70][71]
- TOKYO MER〜走る緊急救命室〜（2021年7月4日 - 9月12日、TBS） - 弦巻比奈 役[72]
  - TOKYO MER〜隅田川ミッション〜（2023年4月16日、TBS）[73]
- THE MYSTERY DAY〜有名人連続失踪事件の謎を追え〜（2023年10月7日、日本テレビ） - 橘美沙 役[74]
- じゃあ、あんたが作ってみろよ（2025年10月〈予定〉 - 、TBS） - 柏倉椿 役[75]

### 映画
- 劇場版 零〜ゼロ〜（2014年9月26日、KADOKAWA） - 主演・月守アヤ 役[注 4][76][77]
- ライチ☆光クラブ（2016年2月13日、日活） - ヒロイン・カノン 役[78]
- セトウツミ（2016年7月2日、ブロードメディア・スタジオ） - ヒロイン・樫村一期 役[79]
- チア☆ダン〜女子高生がチアダンスで全米制覇しちゃったホントの話〜（2017年3月11日、東宝） - 玉置彩乃 役[80]
- 覆面系ノイズ（2017年11月25日、松竹） - 主演・有栖川仁乃 役[81]
- 3D彼女 リアルガール（2018年9月14日、ワーナー・ブラザース映画） - 主演・五十嵐色葉 役[82]
- ニセコイ（2018年12月21日、東宝）- 主演・桐崎千棘 役[注 5][83]
- 雪の華（2019年2月1日、ワーナー・ブラザース映画） - 主演・平井美雪 役[注 6][84][85]
- 水上のフライト（2020年11月13日、KADOKAWA） - 主演・藤堂遥 役[86]
- 劇場版TOKYO MER〜走る緊急救命室〜（2023年4月28日、東宝） - 弦巻比奈 役[87][88]
  - 劇場版TOKYO MER〜走る緊急救命室〜南海ミッション（2025年8月1日、東宝）[89]
- ある閉ざされた雪の山荘で（2024年1月12日、ハピネットファントム・スタジオ） - 中西貴子 役[90][91]
- あまろっく（2024年4月19日、ハピネットファントム・スタジオ） - 主演・近松早希 役（江口のりことのダブル主演）[92][93][94]
- #真相をお話しします（2025年4月25日、東宝） - ヨガ教室経営者 役[95]
- ストロベリームーン 余命半年の恋（2025年10月17日公開予定、松竹） - 13年後の高遠麗 役[96][97]

### 短編映画
- 正しいバスの見分けかた（2019年8月23日） - 主演・鮫島 役[98]

### その他のテレビ番組
- TOUCH!WOWOW2014 x 第27回東京国際映画祭（WOWOW） - ナビゲーター[99]
  - 速報! 第27回東京国際映画祭（2014年11月4日）[100]
  - 東京国際映画祭“東京サクラグランプリ”特集（2014年11月17日 - 21日）[100]
- another sky - アナザースカイ -（2016年10月[16] - 2019年3月、2022年10月[101] - 2023年10月、日本テレビ） - MC
- ぐるぐるナインティナイン（2021年1月21日 - 2021年12月30日、日本テレビ）「グルメチキンレース・ゴチになります!」メンバー[102][注 7]
- 鶴瓶の家族に乾杯（2024年4月15日、22日、NHK総合）-「中条あやみ新潟県三条市に参上! 料理に使う便利グッズ大捜索!」

### ミュージックビデオ
- サカナクション 「グッドバイ」（2014年1月15日）[104]
- 東方神起 「TREE OF LIFE」（2014年3月5日）
- MAN WITH A MISSION 「Find You」（2017年11月1日）[105]

### ファッションショー
- 東京ガールズコレクション
  - 2012 SPRING/SUMMER（2012年3月3日、横浜アリーナ）[106]
  - in 名古屋 2012（2012年9月1日、ナゴヤドーム）[107]
  - 2012 AUTUMN/WINTER（2012年10月13日、さいたまスーパーアリーナ）[108]
  - 2015 AUTUMN/WINTER（2015年9月27日、国立代々木競技場第一体育館）[109]
  - 2018 SPRING/SUMMER（2018年3月31日、横浜アリーナ）[22]
  - 2019 SPRING/SUMMER（2019年3月30日、横浜アリーナ）[23]
  - TGC KUMAMOTO 2019 by TOKYO GIRLS COLLECTION（2019年4月20日、グランメッセ熊本）[110][111]
  - SDGs推進 TGCしずおか 2020 by TOKYO GIRLS COLLECTION（2020年1月11日、ツインメッセ静岡）[112]
  - 2020 SPRING/SUMMER（2020年2月29日、国立代々木競技場第一体育館）[注 8][113]
  - 2020 AUTUMN/WINTER（2020年9月5日、さいたまスーパーアリーナ）[注 8][114]
  - 2021 SPRING/SUMMER（2021年2月28日、国立代々木競技場第一体育館）[115]
  - 第37回 マイナビ 東京ガールズコレクション 2023 AUTUMN／WINTER（2023年9月2日、さいたまスーパーアリーナ）[116]
  - CREATEs presents TGC KITAKYUSHU 2023 by TOKYO GIRLS COLLECTION（2023年10月7日、西日本総合展示場新館）[117]
  - SDGs推進 TGC しずおか 2024 by TOKYO GIRLS COLLECTION（2024年1月13日、ツインメッセ静岡 北館大展示場）[118]
  - oomiya presents TGC WAKAYAMA 2024 by TOKYO GIRLS COLLECTION（2024年2月3日、和歌山ビッグホエール）[119]
  - 第38回 マイナビ 東京ガールズコレクション 2024 SPRING／SUMMER（2024年3月2日、国立代々木競技場第一体育館）[120]
  - 第40回 マイナビ 東京ガールズコレクション 2025 SPRING/SUMMER（2025年3月1日、国立代々木競技場第一体育館）[121]
- Girls Award
  - 2015 AUTUMN/WINTER（2015年10月24日、国立代々木競技場第一体育館）[122]

### 始球式
- SMBC日本シリーズ2022 東京ヤクルトスワローズ 対 オリックス・バファローズ 戦（2022年10月23日、明治神宮野球場）[123]
- 阪神タイガース 対 広島東洋カープ（2024年4月11日、甲子園球場）[124]

### CM
- ファーストリテイリング
  - UNIQLO「ワンピース」（2013年）[98]
  - GU（2016年 - ）[98][125]
- JR西日本
  - マイ・フェイバリット関西（2014年3月 - ）[126]
  - 山陽新幹線全線開業40周年記念「あしたセレンディピティ」（2015年10月 - ）
  - e5489（2017年 - ）
  - DISCOVER WEST（2017年 - ）
  - 夏列車 いっしょに見る夏 帰る夏（2018年6月 - ） - 声の出演[127]
- 任天堂 零〜濡鴉ノ巫女〜（2014年9月 - ）[注 9][128]
- 花王「メリット ピュアン」→「ピュアン」（2015年3月 - 2017年3月、2019年4月 - ）[129][130][131][132]
- 大塚製薬 ポカリスエット（2015年4月 - 2016年4月）[13]
- NTTドコモ
  - dポイント・dカード「HAVE A NICE d!」（2015年12月 - 2019年2月）[133][134][135][136]
  - 春のドコモフェア（2016年）
- ハーゲンダッツジャパン ハーゲンダッツ（2016年2月 - ）[137][138][139]
- カネボウ化粧品 KATE 「THE BASE ZERO」ほか（2017年3月 - ）[140]
- サントリー食品インターナショナル
  - 黒烏龍茶（2018年2月 - 2019年2月）[141]
  - おいしい腸活 流々茶（2018年4月 - 2019年2月）[142]
- トヨタ自動車「カローラスポーツ」（2018年6月 - 2019年6月 ）[143]
- アイモバイル「ふるなび」（2018年11月17日 -2019年10月 ）[144]
- リクルート SUUMO（2020年1月20日 - ）[145]
- Indeed
  - 「いい未来は探せる（あやみの告白）」、「父と娘、語る」（2024年）[146]
  - 「自分だけの星」（2025年）[147]
- NTTソルマーレ「コミックシーモア」（2020年8月7日 - ） - 竹内涼真と共演[148]
- ピンタレスト・ジャパン「Pinterest」(2021年5月29日 - 6月20日、10月15日 - )[149][150][151]
- 三井住友カード
  - 「同じだった、けど色が違った」篇 第1話 ／ 第2話（2021年7月1日 - ）[152]
  - 家族ポイント（2022年1月1日 - ） - 飯塚悟志（東京03）、鈴木京香、古川琴音、細田佳央太と共演[153]
- キリンビバレッジ
  - 「キリン午後の紅茶 ミルクティープラス」（2021年10月12日 - ）[154][155]
  - 「キリン午後の紅茶」ブランドCM（2022年12月6日 - ）[156]
  - 「キリン午後の紅茶 おいしい無糖」（2023年3月7日 - ）[157]
- 日本テレビ放送網「カラダWEEK」（2021年10月24日、11月1日）
- J-オイルミルズ
  - JOYL「AJINOMOTO オリーブオイル エクストラバージン」・JOYL「AJINOMOTO オリーブオイル」[158][159]
- 麒麟麦酒
  - 「キリン一番搾り生ビール」（2022年3月25日 - ） - 堤真一、八嶋智人、矢本悠馬と共演[160]
  - 「キリン一番搾り 糖質ゼロ」
    - 「庭仕事のあと」編 / 「フライドポテト」編（2023年7月3日 - ） - 豊川悦司と共演[161]
    - 「いい時代」編 / 「誰が決めたの」編（2024年7月1日 - ） - 豊川悦司・常盤貴子と共演[162]
- 大王製紙「エリス 素肌のきもち ルナフィット」（2025年4月10日 - ）[163]
- 千寿製薬「マイティアルミファイ」（2025年4月18日 - ）[164]

### 広告
- 集英社 集英社文庫「ナツイチ（夏の一冊）」（2016年）[165][166][167]
- サントリー 赤紅茶（2018年4月 - 2019年2月）[98]

### イベント
- Seventeen夏の学園祭2011（2011年8月30日）[8]
- Seventeen夏の学園祭2012（2012年8月24日）[168]
- Seventeen夏の学園祭2013（2013年8月23日）[169]
- Seventeen夏の学園祭2014（2014年8月21日）[170]
- Seventeen夏の学園祭2015（2015年8月25日）[171]
- Seventeen夏の学園祭2016（2016年8月23日）[172]
- メンズノンノフェス2016（2016年11月10日、Zeppダイバーシティ東京）[173]

## 音楽

### CD
- Close to me（2017年11月） - 主演映画『覆面系ノイズ』に登場するバンド「in NO hurry to shout;」のボーカル&ギター[20]

## 受賞歴
2016年度
- 第71回毎日映画コンクール・スポニチグランプリ新人賞（『セトウツミ』）[3]
- おおさかシネマフェスティバル2017　新人女優賞（「セトウツミ」）

2017年度
- 第28回ジュエリーベストドレッサー賞・10代部門[174]
- エル シネマ大賞2017・「エル・ガール ライジングアクトレス賞」[175]
- 第41回日本アカデミー賞 新人俳優賞（『チア☆ダン〜女子高生がチアダンスで全米制覇しちゃったホントの話〜』）[176]

2019年度
- 『日経トレンディ』「今年の顔」[177]

2024年度
- おおさかシネマフェスティバル2025 助演女優賞（『あまろっく』）[178]

## 書籍

### 単行本
- 明日へのことば（2025年2月4日、幻冬舎）ISBN 978-4344044012 - フォトエッセイ[30]

### 雑誌連載
- Seventeen（2011年10月号 - 2017年6月号、集英社） - 専属モデル
- CanCam（2017年11月号 - 2024年2月号、小学館） - 専属モデル[18][29]

### 小説表紙
- 弱音ノート -ヒミツの放課後、恋のはじまり。-（2013年8月23日、集英社〈ピンキー文庫〉）ISBN 978-4086600880